# クリスティアン・コンテー
クリスティアン・ジョー・コンテー（英語: Christian Joe Conteh、1999年8月27日 - ）は、ドイツとガーナのサッカー選手。ポジションはFW。

## クラブ歴
2019年7月29日に2.ブンデスリーガ所属のFCザンクト・パウリでトップチームデビューし、プロ初出場を記録した。
2020年7月2日にエールディヴィジ所属のフェイエノールトに45万ユーロで移籍。2021年8月18日、SVザントハウゼンにレンタル移籍。2022年1月、ザントハウゼンへのレンタルを打ち切り、FCドルトレヒトへレンタル移籍。2022年7月2日、SGディナモ・ドレスデンにレンタル移籍。
2023年7月6日、VfLオスナブリュックに移籍した。

## 私生活
ガーナ出身の両親の下、ハンブルクに生まれ、近郊のヴァンズベックで育った。兄のサーロード・コンテーもサッカー選手。